# كيفين درو
كيفن درو (بالإنجليزية Kevin Drew؛ ولد في 9 سبتمبر 1976) هو موسيقار وكاتب أغانٍ كندي، أسس رفقة بريندان كانينغ توسع تورونتو الباروك-بوب الجماعية بروكن سوشيل سين.

## الألبومات

### سولو
- سبيرت إف (2007)
- دارلينغز (2014)

### بروكِن سوشيل سين
- فيل غود لوست (2001)
- يو فورغيت إت إن بيبول (2002)
- بي هايفز (2004)
- بروكِن سوشيل سين (2005)
- فورغيفنيز روك ريكورد (2010)

### كي سي أكسيدنتِل
- كابتيرد أنثيمز فور آن إيمبتي باثتب (1998)
- أنثيمز فور ذا كود-إيف بين فيلز (2000)

## روابط خارجية
- كيفين درو على موقع IMDb (الإنجليزية)
- كيفين درو على موقع ميوزك برينز (الإنجليزية)
- كيفين درو على موقع أول ميوزيك (الإنجليزية)
- كيفين درو على موقع ديسكوغز (الإنجليزية)
- كيفين درو على موقع قاعدة بيانات الفيلم (الإنجليزية)